# Лемури (тварини)
Лемури (Lemuroidea) — надродина мокроносих приматів. Ця група приматів трапляється лише на Мадагаскарі і Коморських островах. Сьогодні близько 100 видів лемурів мешкають по всьому острову. Через вирубування лісів і полювання багато лемурів перебувають під загрозою вимирання.

## Назва
Назва походить від злих духів римської міфології. За повір'ями давніх римлян душі померлих, що не потрапляли у потойбічний світ, блукали по землі, втручаючись у справи живих. При цьому одні намагались допомогти людям, особливо своїм родичам, — ці добрі духи відомі як лари. Інші ж, яких називали лемурами, навпаки, вважались злими духами. Цей образ, мабуть, спав на думку європейським натуралістам, які знайшли у нововідкритих південних землях цих дивних істот.

## Спосіб життя
Весь зовнішній вигляд лемурів сформований життям у кронах дерев. Типова їжа лемурів — фрукти, комахи, пташині яйця, мед, м'які та солодкі частини рослин. Деякі види перейшли на чисте вегетаріанство, навчившись їсти листя і навіть кору деяких дерев. Інші, особливо дрібні, надають перевагу тваринній їжі. Але справжніх хижаків серед них немає. Одні лемури є затятими відлюдниками, терплячи один одного лише в період розмноження, інші — справжні колективісти, живуть великими постійними зграями. Серед лемурів можна знайти і денні, і нічні, і сутінкові види.

## Класифікація
- Ряд Primates
  - Підряд Strepsirhini
    - Інфраряд †Adapiformes
    - Інфраряд Lemuriformes
      - Надродина Lemuroidea
        - Родина †Archaeolemuridae
        - Родина Cheirogaleidae
        - Родина Daubentoniidae
        - Родина Indriidae
        - Родина Lemuridae
        - Родина Lepilemuridae
        - Родина †Megaladapidae
        - Родина †Palaeopropithecidae

      - Надродина Lorisoidea

  - Підряд Haplorrhini